# جاي تشونغ
جاي تشونغ هو عازف كمان صيني، ولد في 13 يناير 1973.